# روزنامه علمیه دولت علیه ایران
روزنامهٔ علمیهٔ دولت علیهٔ ایران، عنوان نخستین نشریهٔ علمی در تاریخ ایران است، که در دورهٔ قاجار به مدیریت محمدحسن اعتمادالسلطنه منتشر می‌شد.

## تاریخچه
اولین شمارهٔ روزنامهٔ علمیهٔ دولت علیهٔ ایران در دی‌ماه سال ۱۲۸۴ هجری قمری و با مدیریت محمدحسن خان اعتمادالسلطنه منتشر شد. این روزنامه، که به طریقهٔ چاپ سنگی و معمولاً در ۶ صفحه انتشار می‌یافت، مطالب خود را به سه زبان فارسی، عربی و فرانسه ارائه می‌کرد.
درون‌مایه و محتوای مطالب روزنامهٔ علمیهٔ دولت علیهٔ ایران بسیار جالب و متنوع بود و بیشتر به تشریح پیشرفت‌های شایان توجه و سرسام‌آور علوم و فنون و صنایع در ممالک اروپایی اختصاص داشت و مخاطبان خود را قدم به قدم با این پیشرفت‌ها آشنا می‌کرد. بخش دیگری از محتویات این روزنامه، که نخستین نشریهٔ علمی تاریخ مطبوعات ایران لقب گرفته است، به مباحث علمی به‌ویژه در زمینهٔ نجوم و هیئت می‌پرداخت و همچنین مسائل ذوقی و ادبی نیز از جمله دیگر درون‌مایه‌های این نشریه به حساب می‌آمدند.
مدیر این روزنامه، یعنی اعتمادالسلطنه، که خود وزیر انطباعات دربار ناصری بود، از پشتیبانی کامل دولتی برخوردار بود. با این وجود، این روزنامه در دوران انتشار خود، دو نوبت تعطیل شد. نوبت اولِ تعطیلی این نشریه از شمارهٔ ۱۷ آن بود، که به مدت یک سال به طول انجامید و پس از آن به طبع خود ادامه داد. نوبت بعدیِ تعطیل این نشریه، در جمادی‌الثانی سال ۱۲۸۵ ه‍.ق و هم‌زمان با انتشار شمارهٔ ۴۲ آن بود که تا محرّم ۱۲۸۶ ه‍.ق تداوم یافت و پس از این تاریخ، دوباره انتشار خود را از سر گرفت.
سرانجام، انتشار روزنامهٔ علمیهٔ دولت علیهٔ ایران در شمارهٔ ۵۸ آن و به تاریخ شوّال ۱۲۸۸ ه‍.ق خاتمه یافت و از آن پس این نشریه برای همیشه تعطیل شد.
باید توجه داشت که این نشریه، با روزنامهٔ دولت علیهٔ ایران که شکل تغییریافتهٔ روزنامهٔ وقایع اتفاقیه به‌شمار می‌آمد، متفاوت است.